# Heřmanova Huť
Heřmanova Huť település Csehországban, a Észak-plzeňi járásban. Heřmanova Huť Stříbro, Kostelec, Hněvnice és Přehýšov településekkel határos. Lakosainak száma 1912 fő (2024. január 1.).

## Népesség
A település lakosságának változását az alábbi diagram mutatja:
| Lakosok száma | 3134 | 3701 | 2755 | 1744 | 1860 | 1755 | 1764 | 1794 | 1812 | 1912 |
|               | 1869 | 1890 | 1921 | 1950 | 1980 | 2001 | 2017 | 2019 | 2022 | 2024 |